# Pièce mécanique
 (mars 2010).
Une pièce mécanique, métallique ou constituée d’un autre matériau, est un objet élémentaire destiné à la réalisation d’autres machines, ou outils, de production industrielle, ou agricole. Elle peut être fabriquée manuellement par un ajusteur ou un mécanicien, ou le plus souvent à l'aide de machines-outils.

Répertoire illustré de pièces mécaniques
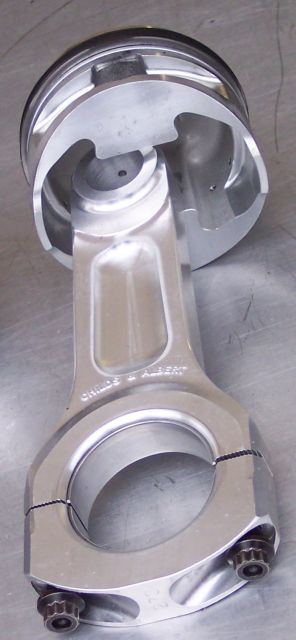
Bielle
Cage de roulement
Carter de pompe
Collerette dentelée
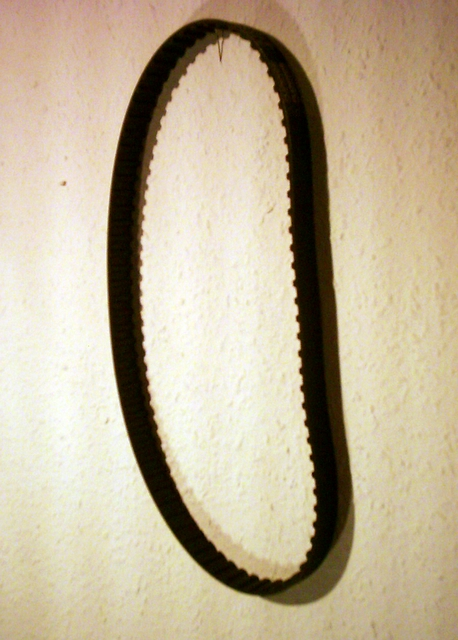
Courroie
Crémaillère
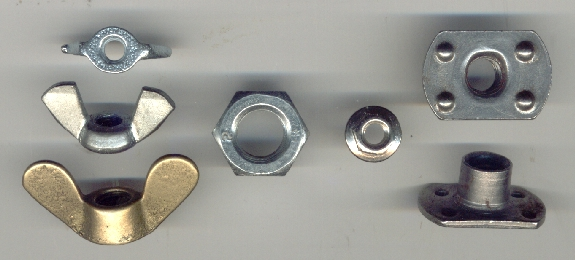
Écrou
Engrenage
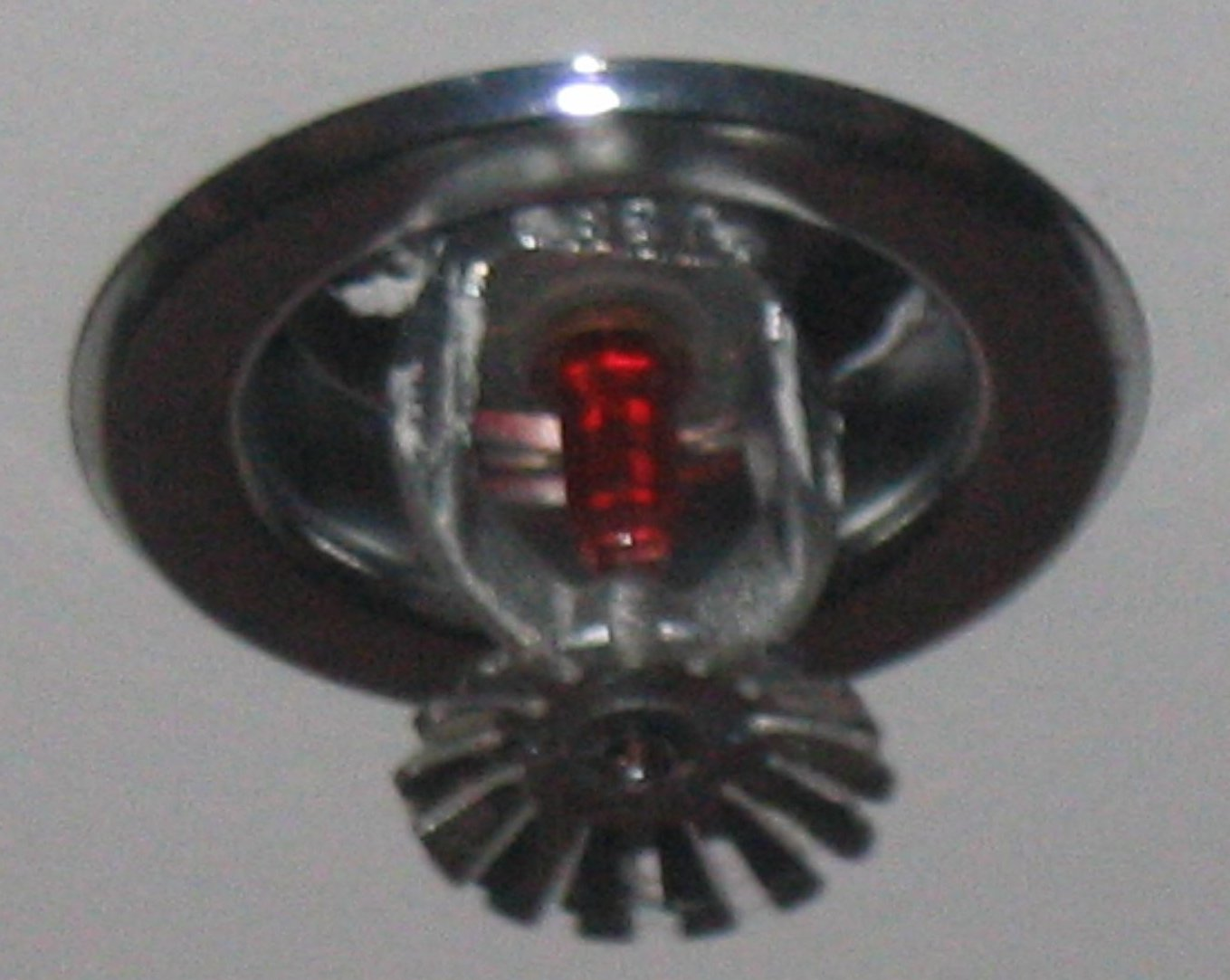
Extincteur automatique à eau
Fourchette de boîte de vitesses
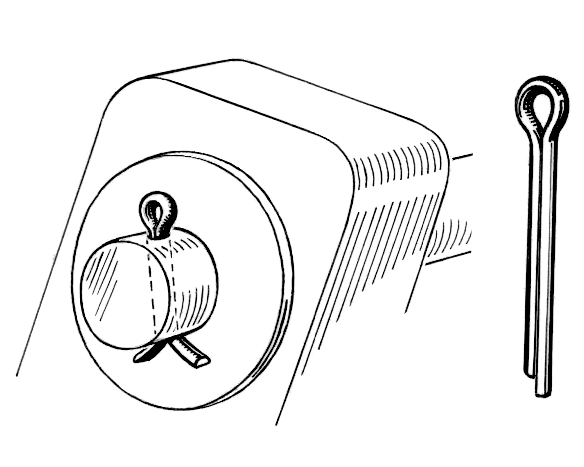
Goupille
Moyeu fixe
Pignon d'angle
Pignon de différentiel
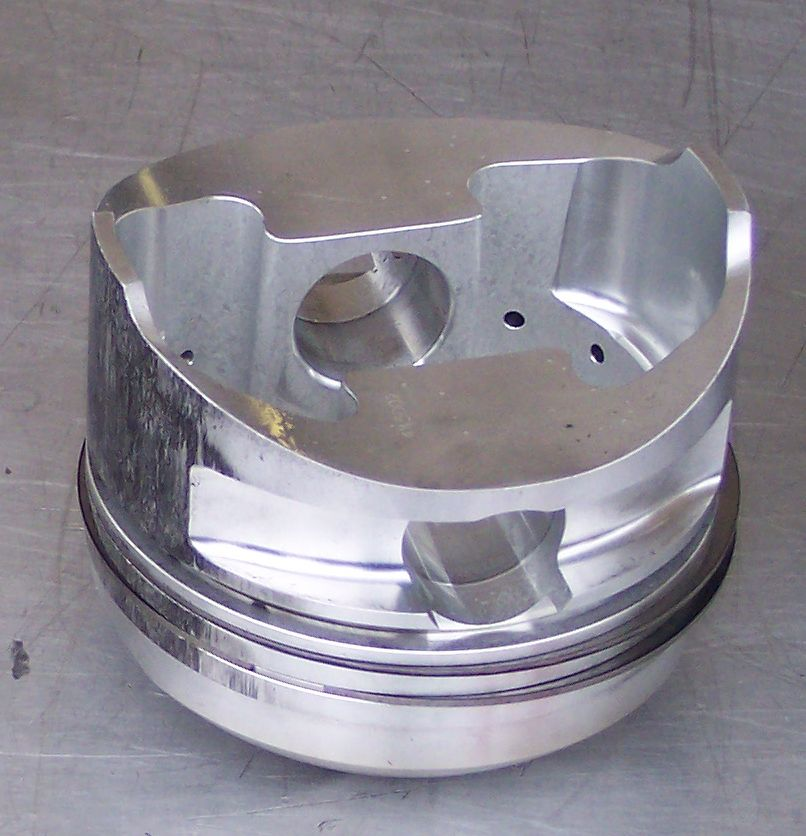
Piston
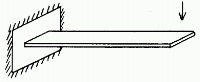
Ressort à lames
Ressort hélicoïdal
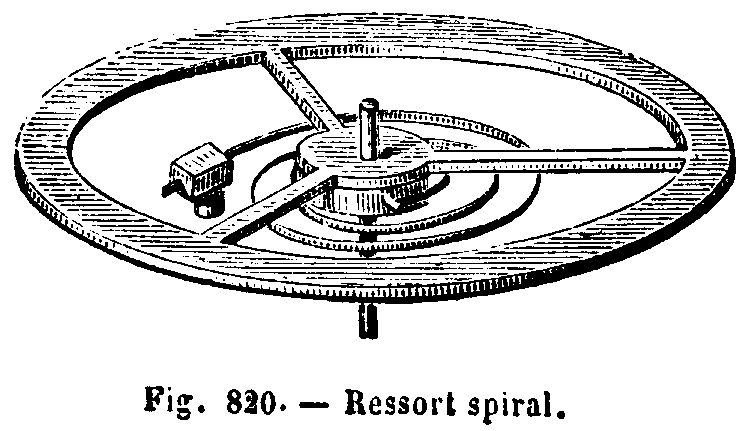
Ressort spiral
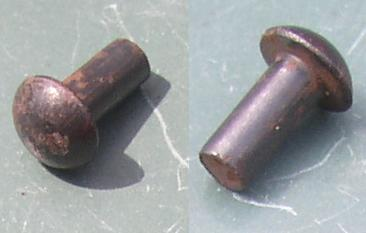
Rivet
Rotor de pompe
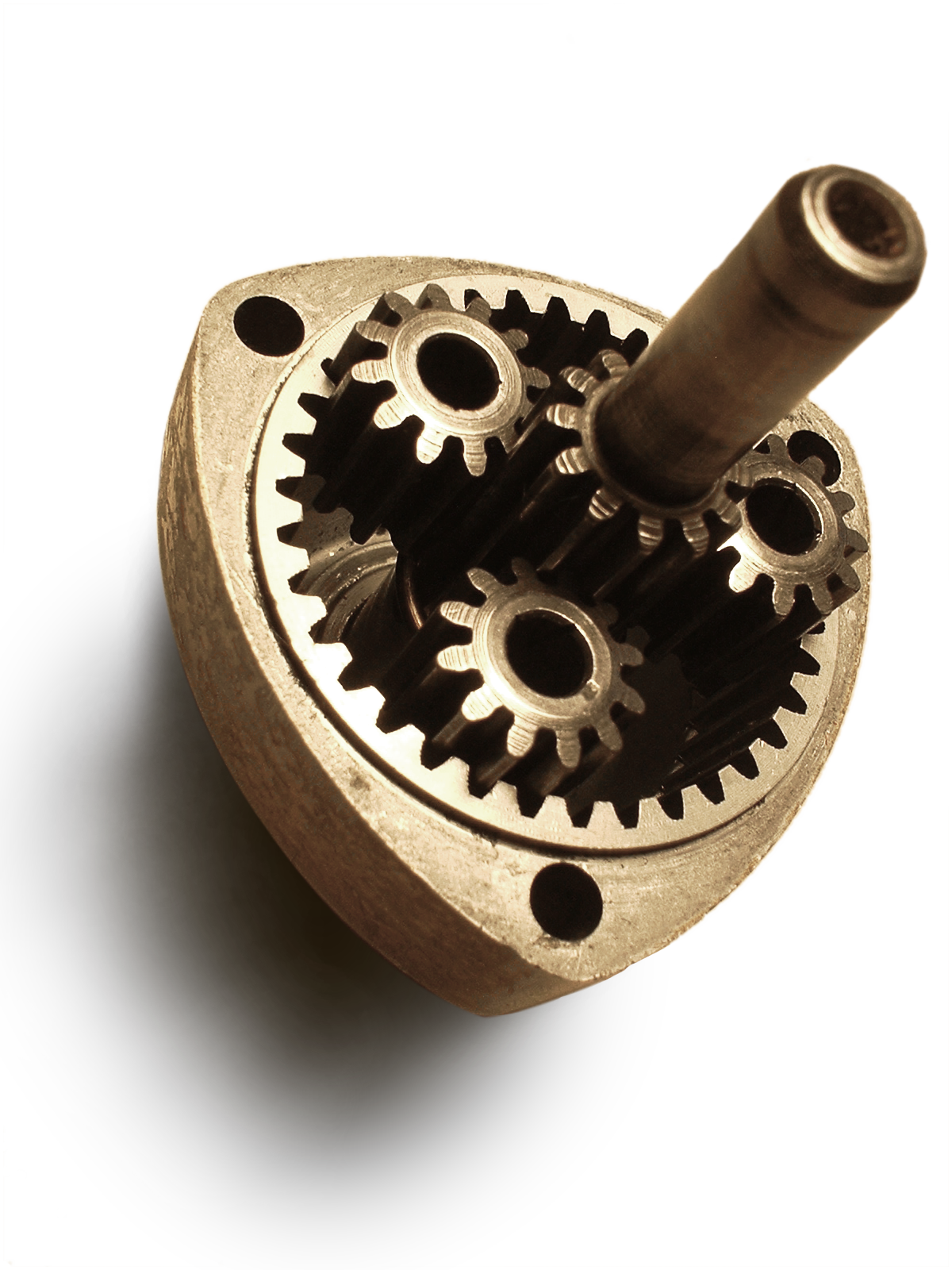
Train épicycloïdal
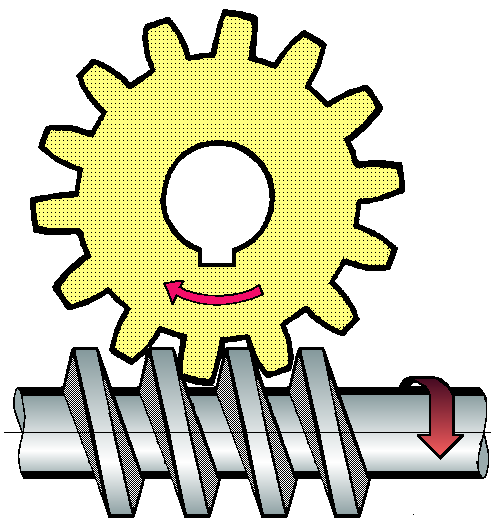
Vis sans fin
Roulement à rouleaux
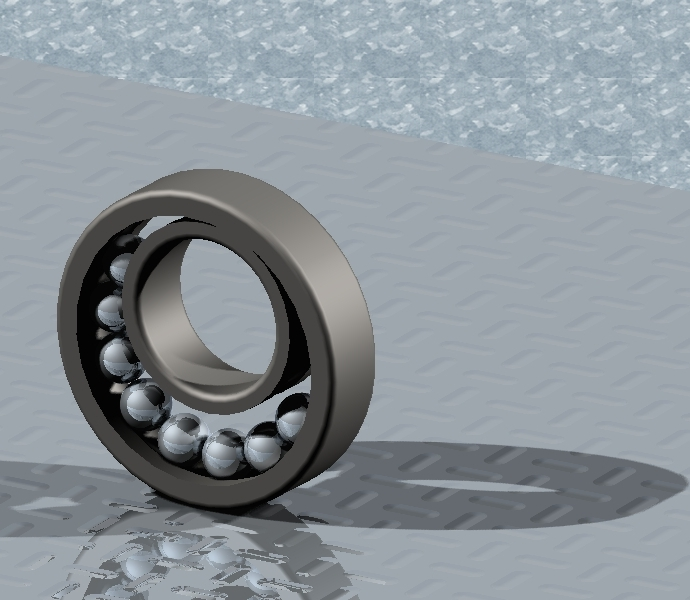
Roulement à billes
Joint de Cardan
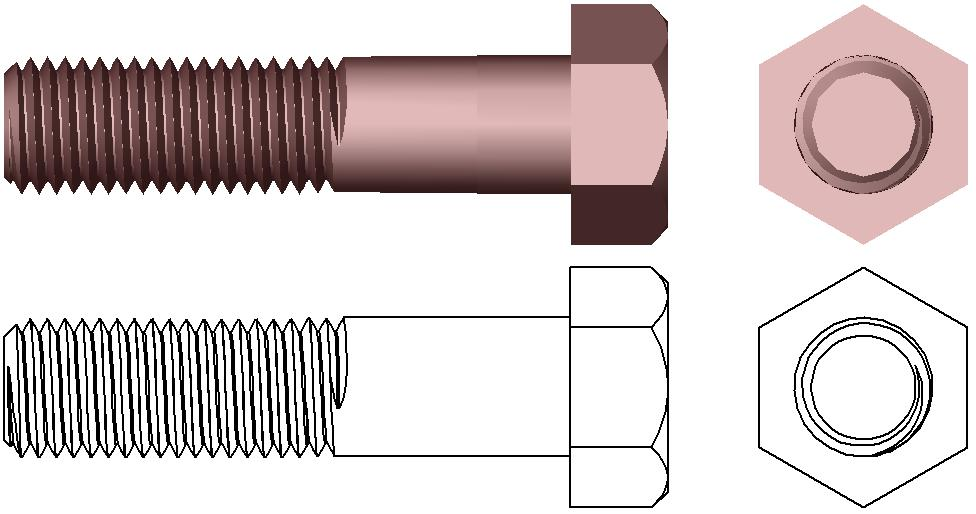
Vis de fixation
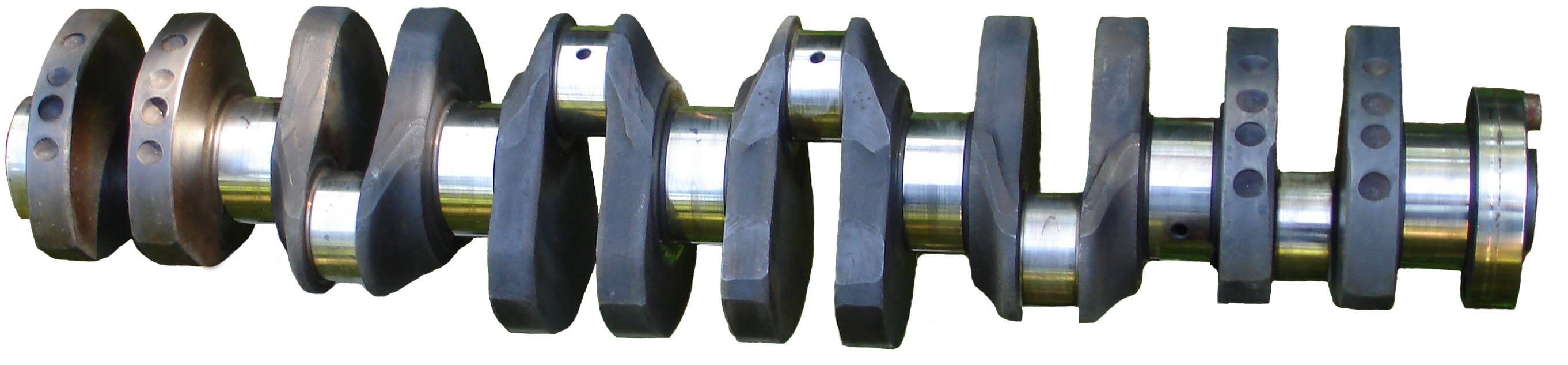
Vilebrequin
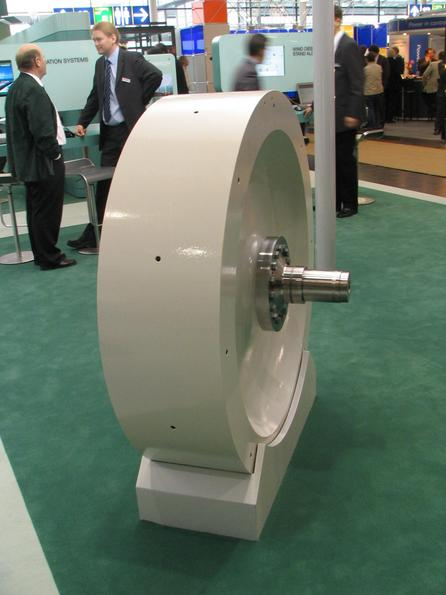
Volant d'inertie